# 北斗神拳
《北斗之拳》是由武论尊原作、原哲夫作畫的日本漫畫作品。於《少年JUMP週刊》1983年至1988年期間連載。單行本全27卷，漫畫世界累計發行量已超過一億冊，並曾經改編成動畫和電玩遊戲。
故事風格架構深受澳大利亞1981年上映的末日幻想動作片（MAD MAX 2）影響，講述在人類文明毀於核子戰爭的未來，存活下來的人類過著弱肉強食的生活，直到出現了一個胸口帶著北斗七星狀傷痕、古老中國神秘暗殺拳法「北斗神拳」的傳人拳四郎成為救世主。

## 劇情簡介

### 第一部
Zeed篇
西元199X年，世界受到核武器的洗禮，絕大多數的人類遭到滅絕，國家的機能喪失，導致整個世界陷入暴力的支配之中，而在這塊世紀末大地中主角拳四郎將成為救世主並締造傳說。拳四郎在荒漠旅行時因缺水及疲憊而倒在一座村莊，村人們因懷疑他是暴力組織「Z」的成員，將他押入牢房。在牢中結識原為小偷的帕德以及看守的女孩琳兒。村人在檢查拳四郎的身分時，發現他的胸口有北斗七星形狀的傷痕，便認為這是不祥之兆。不久Z黨來襲擊村子，村中自衛隊被殘殺，琳兒更被對方首領抓為人質，危急中破牢而出的拳四郞施展北斗神拳擺平Z黨老大，平安救出琳兒，保住村子。之後拳四郞離開村子，繼續旅程，帕德因為崇拜拳四郞而跟他同行。而琳儿也在暗中追随拳四郎和帕德而去……
King篇
拳四郎其实背负着十分悲惨的过去——大约一年前，拳四郎的爱人，尤莉亚，遭到了曾是拳四郎好友的南斗孤鹫拳(漫画最初只是说是南斗圣拳)传人希恩的强夺。拳四郎与希恩争斗不敌，只能眼睁睁看着爱人被夺去。
一年之间，希恩以“King”的名义建立了以沙漠绿洲，沙赞库洛斯(“南十字”一名的音译)为核心的暴政统治。并且笼络了许多身怀绝技却内心邪恶之人作为自己的爪牙。拳四郎偶然间遭遇并击杀了希恩手下四天王之一的黑桃，随后得知了希恩的近况。
其后，拳四郎接连击败了希恩的手下们，并且在最后更是当着希恩的面，以北斗柔破斩打倒了希恩最后的手下——红心。最后，希恩败在了拳四郎超越执念的愤怒之下，但是却在临死前透露了尤莉亚已死的消息……
Golan(神国)篇
旅程途中，拳四郎和帕德在交換站發現琳兒被關在由以前特種部隊所組成的組織「神國」控制区。神国不仅捕获了琳儿以及其他许多少女，在占领区内也是胡作非为，之後拳四郎一路与神国的各路好手对决，最后杀到了神国首领，原特种兵上校面前。愤世嫉俗的上校不仅有“仅凭观察对手目光和身体动作的变化就能预判对手下一步动作”的奇怪能力，而且也是南斗圣拳的其中一派——南斗无音拳——的习练者。拳四郎经过一番战斗，击毙了上校，順利救出琳兒，也彻底终结了神国的恐怖统治。琳儿也就此正式成为拳四郎一行的成员。
贾卡尔篇
之後拳四郎一行來到帕德的故鄉，見到了收养帕德等许多孤儿的朵洋婆婆，在幫助朵洋婆婆和孩子们的同时，飛車黨(动画版改做名为“Warriors”的组织)頭目贾卡尔來犯，朵洋婆婆為了保護孩子而死，大怒的拳四郞制裁了飛車黨全員，随后对唯一幸存的贾卡尔展开了追杀。贾卡尔走投无路之下，竟然唤醒了一个传说中的可怕人物——名为恶魔利巴斯的巨人。恶魔利巴斯不仅身形巨大，同时也是罗汉仁王拳的传人。然而，最后恶魔利巴斯还是倒在了拳四郎的拳下，与贾卡尔一起被埋葬于地底……
牙大王篇
為了安置朵洋婆婆所收養的孩子，拳四郞受委託來消滅「牙一族」組織，並結識了南斗六聖拳之一「南斗水鳥拳」的雷伊以及酷似尤莉亞的麻米亞。拳四郎和雷伊聯手消滅牙一族，替弟弟被殺的麻米亞復仇，並救出雷伊的妹妹艾麗。
杰基篇
拳四郎从雷伊兄妹处得知，有人假借他的名義破壞消息北斗神拳的名聲，推測其為三師兄傑基。其后拳四郎击败了杰基的爪牙，最终亲自与杰基对质，并且得知了希恩与拳四郎反目的真相：希恩正是受了对拳四郎心怀怨恨的杰基的挑拨才对拳四郎下手的……拳四郎在狂怒之下殺死傑基，为希恩，尤莉亚等牺牲在杰基阴谋当中的人们报了仇。但是，杰基临死前却透露了拳四郎的其餘兩位同门師兄還活著的信息……
阿米巴篇
收到杰基关于北斗神拳的另两位师兄情报的拳四郎随后打探到二師兄托席成為殺人魔的消息，拳四郎一行本想出手阻止托席，但因为托席以往日情谊打动拳四郎，使得拳四郎難以下手制裁他。此時雷伊趕來揭穿他的真面目：此人并非托席，而是雷伊曾经的同门阿米巴，因受到托席的侮辱而对其怀恨在心，其后依托一位名为“拳王”的霸者，假冒托席之名研究人體身上的經脈穴道，同时也开发出只适用于阿米巴自己的阿米巴流北斗神拳(拉欧外传漫画中被更名为北蛇鑳拳)。拳四郎含恨將其制裁後繼續打探二師兄的行蹤。
卡珊德拉篇
麻米亞查出托席被關在卡珊德拉監獄，於是拳四郞一行人前往此處。在击败卡珊德拉典狱长威格尔等一票拳王军拳士之后，拳四郎和托席重逢，托席透露拳王就是兩人的大師兄雷奧。
拳王侵攻篇
雷奧騎著巨馬前往琳兒他們所在的村子大肆破壞，回到村中的雷伊在盛怒之下挑戰雷奧，但卻被他點中「新血愁」穴道，生命僅剩下三日。拳四郎出手攻擊卻也不敵，甚至無法讓雷奧下馬，托席出面搏命一戰，讓拳四郎領悟「柔拳」的精髓，但托席久病的身軀不堪負荷，拳四郞不得不出手力抗雷奧，卻因體力不支而慘敗，然而，雷奥仍然认同了拳四郎的成长，约定与拳四郎再战之后騎馬離去。
妖星尤达篇
为了缓解雷伊的伤情，玛米亚前往传说中的医药之城去寻求解药。但是却被镇守医药之城的恶徒所抓。雷伊和拳四郎前往解救，却在战斗胜利之后，发现玛米亚身上的UD字样的烙印……
原来玛米亚早年曾经被南斗六圣之一的“妖星”尤达所掳，并且因此受尽屈辱。所以玛米亚才放弃了自己作为女人的一面。面对玛米亚的泪水，雷伊决定为自己心爱的女人最后再拼一次。
雷伊随后历经苦战，彻底击败了尤达，但是不甘心就此败掉的尤达却用雷伊的双手结束了自己的性命。临死前，尤达表示了对雷伊的崇敬和嫉妒……
这天稍晚些时候，雷伊自己一个人迎来了生命的尽头。南斗六圣的“义星”和“妖星”一同陨落了。
圣帝篇
雷奧因之前的激戰而靜養。南斗六聖拳中最強的「帝星」－沙烏剎趁隙崛起，奴役大量孩童為自己修建「聖帝十字陵」。但拳四郎初戰沙烏剎時卻不能傷他分毫，戰敗被俘後，修武之子希巴捨命救他，重傷的拳四郎回到修武的基地。沙烏剎的部隊發現了修武的基地，修武挺身而戰，卻被沙烏剎以人質威脅，最終被沙烏剎刺殺。悲憤的拳四郎解開了沙烏剎的身體之謎(心臟與穴道左右相反)，之後擊敗了他，而見證對戰過程的雷奧則與拳四郎締約再戰。
托席对战雷奥篇
曾经的北斗神拳习练者，雷奥等人的师叔，狂龙，前去袭击雷奥，但是雷奥将其完全击倒，彻底宣布了自己的复活。托席決定和雷奧一決生死，但病入膏肓的他最终功败垂成，雷奧基於兄弟之情沒有痛下殺手，留下了“与拳王雷奥对决的托席已死，现在只有与病魔相抗的托席”的话语，挥泪而去。
龙牙篇
拳四郎在继续抵抗雷奥的拳王大军时，认识了拳王军手下一名奇怪的将领——龙牙。身为泰山天狼拳传人的龙牙，为了确认未来能够终结乱世之人究竟是拳四郎还是雷奥，而展开了自己的行动……
龙牙的滥杀无辜成功激怒了拳四郎。在怒气的加持下，拳四郎击败了龙牙。但是此时，命不久矣的托席突然现身，并且告知了拳四郎一个天大的秘密……
南斗最后之将篇
此時一個敵對雷奧的勢力，最後的南斗之將，突然现身。其手下的“南斗五车星”相继对雷奥展开了行动。但是，五车星的风之休伊，火之休连，以及云之舒刹相继战死。此时五车星的另外两人，山之不动和海之里哈克找到了拳四郎，并且透露了南斗最后之将的真身——无事生还的尤莉亞。
然而，雷奥终究还是击杀了不动，大败里哈克的机关阵，最终綁架了尤莉亞。
北斗练气斗座篇
雷奧與拳四郎展开了對決，由于拳四郎和雷奥全都习得了北斗神拳最终奥义·无想转生，战况一时陷入胶着。雷奧更是在战斗中透露，自己是殺了尤莉亞之后领悟了无想转生……
然而，拳四郎的铁拳终究还是击碎了雷奥的野望。战斗后尤莉亞也奇迹般的复活了——原来雷奥在打算对尤莉亚痛下杀手时，发现尤莉亚身患重病已经命不久矣，于是改成将自己的斗气传输给尤莉亚使其延寿……
雷奧最後在见证了拳四郎开启新时代之后，留下“吾之生涯一片无悔”的遗言，无憾而终。拳四郎带着尤莉亚，开始了新的旅程……

### 第二部
天帝篇
核戰前的政府首腦「天帝」復權，但其暴政的陰影再度籠罩世間，民間反抗組織「北斗軍」揭竿而起，他們的領袖就是長大後的帕德和琳兒。然而相較之下北斗軍的力量是如此薄弱，人民的心中一直呼喊著英雄歸來。在帝都的掌握實權的沙烏總督，藉詞雷奧和沙撒奧等的惡行，以天帝之名要把北斗和南斗抹殺，到處派兵追殺兩大派的門人。而一個使用自創「喧嘩」拳法（打架拳法）的賞金獵人艾英（アイン），被僱去對付拳四郎時，一交手下知道拳四郎的武功蓋世便在第一招失手投降，後同門脅持其女兒再對拳四郎挑戰，其救出女兒明日香後，決意加入北斗軍並為表示誠意，協助他們救出兩名被囚的南斗聖拳高手Harn兄弟。
天帝軍出動了他們的秘密武器，以秘傳拳法威力超越過北斗和南斗的「元斗皇拳」的將軍們，這是唯一直接以鬥氣為主要攻擊手段的拳法，可以輕易隔空殺人的最強拳術。為的是捕殺南斗北斗的高手們。綽號「金色之狼」的主將法魯克（ファルコ）找到了北斗軍的大本營正要圍攻，而拳四郎去和北斗軍會合時，被副將紫光的索利亞阻擋著挑戰。北斗軍受到天帝軍主力圍剿時，被Harn兄弟和艾英相救，而Harn兄弟的南斗雙鷹拳即使以二敵一仍然不敵法魯可的元斗皇拳戰死。拳四郎打敗了索利亞後會合了五車星中海的里哈克，知道了法魯克的秘密，便決心找天帝會面談判。天帝軍得知真相後，也為法魯克與拳四郎的對決劃下休止符。
修羅篇
但總督的長子假裝受傷把琳擄走，去到鄰近的封閉地區「修羅之國」，圖引強大的修羅軍消滅拳四郎和法鲁戈。
修羅之國的守軍俘虜並處死總督的長子後，把琳兒獻給了郡將-凱傑魯（カイゼル），而法魯戈和不知名的修羅守將同歸於盡。琳兒所見那裡的實況是：戰士以斯巴達方式教育人民從小習武，一切社會地位皆以武力高下定奪。一般人民平時不允自行在公眾場所表露真面目和公開真實姓名，獲得社會承認的高手都會被稱為修羅（亦是「修羅之國」之名的起源），才可公開自己外表姓名和擁有土地。男童所受的教育，是要和同年齡的人間被逼真實以死相博。而各將軍更會定期舉辦血腥的比武，吸引修羅參加爭奪地位。
拳四郎進入內陸後沿途不斷有修羅挑戰，都被拳四郎給輕易打倒，並救出因宣揚愛與和平而被修羅所捕的少女蕾亞（レイア）。在他救出琳兒時和郡將凱傑魯戰鬥時殺死對方，凱傑魯死前說過在修羅之國最大勢力和武功最高的，同樣使用北斗琉拳的三大羅將會追殺他。而琳兒為了改變這修羅之國的局面，決定支持他的做法假意被羅將邦（ハン）所捕。拳四郎為了救琳兒和可汗決鬥，守衛們誤會他是雷奧。以為他將引領大軍全面進攻本國，便把大量紅色顏料倒進河中給外界知道警告。鯱對琳兒無意中說出幼時，雷奧曾經承諾將來會到這裡改變這個社會的現況。
在擊斃第三羅將汗後，得知道第二羅將是拳四郎的親兄雄武，而第一羅將加奧是雷奧和多奇的兄長，加奧因為母親的死和家族被逼當北斗宗家的奴僕，便把雄武洗腦而雄武更擊殺了試圖說服自己和拳四郎合作的師父十慶。加奧後綁架了玲和擊敗欲救玲的拳四郎。但被鯱和海盜救出拳四郎，而海盜都被加奧所殺了。為了對付拳四郎加奧殺死自己的妹妹兼雄武的未婚妻與嫁禍拳四郎，試圖誘使雄武和四爺鬥過兩敗俱亡後獨霸修羅之國。另一方面加奧對玲解釋雷奧傳說是加奧所散播，使到本地人更為害怕外來人的干涉。最後當雄武和拳四郎跟宗家的守護者黑夜叉死鬥時，鯱擊傷了雄武使其發覺真相，所以加奧在領會北斗宗家拳和擊殺鯱後，刻意把玲失憶和放逐下，引拳四郎進母親墓地所在的石陣中決戰，結果反而被拳四郎想到的新戰術所敗，拳四郎並指出加奧其實也是宗家的後人。而雄武和黑夜叉為了保護玲與加奧陸戰隊作困獸之鬥，黑夜叉陣亡時被柏德帶領的北斗軍所救。
最後，柏德帶著瀕死的雄武和玲到拳四郎和加奧所在，雄武和加奧原諒對方相擁而逝，而拳四郎把玲交託給柏德，分頭離開修羅之國。
可玆篇
接著去找寄養在友人處的雷奧之子--遼（リュウ），打算將他培養成北斗神拳的繼承者，但發覺該地方受到一個前雷奧的部下可玆侵佔並屠殺，可茲以人質威脅很多人（包括原雷奧軍的將領栢盧嘉〔バルガ〕）開墾荒地或看守農場，再以剩餘的食物作為擴充勢力的本錢。拳四郎決心救出被可玆關起來的人們，要遼和可玆親自對決。
阿薩姆篇
兩人到達一個環山包圍的內陸國薩梵，在核戰後成立的新政府的年邁國王阿薩姆，居然把一套不見經傳的大乘南拳使得出神入化，但其實察覺到拳四郎秘密的小公主沙娜表露身分，指出王族的三兄弟（加爾、布哥、撒多勒）鬩牆危及了國家的安全，而阿薩姆王又身患不治之症無法討伐叛亂的蠻族。國王接見了拳四郎後請求他教訓三位王子，便親自率兵掃平蠻族，同時拳四郎證明了三位王子的學藝不精，他們便親自上陣協助父親。但在勝利在望時，國王病發而逝和長王子被敵人謀殺。國家恢復和平時，三王子決定放棄跟二兄爭奪王位，改為找未婚妻即鄰國的雪莉公主結婚。
光帝巴南篇
拳四郎隨三王子到了北方的鄰國布蘭嘉，只見一個自稱「光帝巴南」的神棍藉北斗系的拳法招搖撞騙和控制國政，他更劫持了雪莉公主和其他貴族或高官，以各種魔術使軍隊相信他是超越神話的英雄。拳四郎便找巴南對質，巴南明言自己跟雷奧學過北斗神拳，他口中充滿了對雷奧的美化和誇張，於是遼便說明了真相而後巴南大敗於拳四郎。事後他接受了政府軍的法律審判而處決，三王子和雪莉重逢。拳四郎認為他沒有東西能再教遼之後便獨自離去，遼最後跟著栢盧嘉等人一同生活，並立志超越父親雷奧。

#### 終章
回歸獨自一人旅行的拳四郎，在旅途中失去了記憶。另一方面，原以為能夠過著幸福快樂的日子的帕德和琳兒，帕德卻認為琳兒是因為凱歐點她的「死環白」穴開眼後第一個看到他才會喜歡上他，認為這份愛不夠真實便去除了琳兒的記憶，試圖讓琳兒重新喜歡拳四郎。途中遇到了失去記憶的拳四郎，帕德故意丟下兩人獨自離去。這時之前拳四郎的手下敗將普勒紀（ボルゲ）要找拳四郎復仇，帕德不想讓失去記憶的拳四郎受到影響而把自己裝成拳四郎，不敵普勒紀遭到虐待。後來拳四郎與琳兒抵達現場，尚未完全恢復記憶的拳四郎眼看就要死在普勒紀手下，帕德發出真情吶喊拳四郎的名字使拳四郎恢復記憶，打敗普勒紀最後由帕德擊殺。後來琳兒看見帕德溫柔的眼神也跟著恢復記憶，但帕德因傷勢過重而死亡。原打算跟拳四郎一起旅行的琳兒，最後認知自己應該愛的是誰，決定守帕德一輩子的墓後與拳四郎告別。就要將帕德的遺體運至墓地時，才發現帕德未死，拳四郎點了帕德的穴救活了他。随後便抱着「即便死也要死在戰鬥的荒野之上」的信念再次踏上了無盡的旅程。

## 創作經緯

### 單元故事
原哲夫進入集英社後由編輯堀江信彥負責指導，並聽從堀江認為越野機車賽熱潮將至的意見，1982年於週刊少年JUMP推出出道作品「鐵人唐吉軻德（鉄のドンキホーテ）」，但讀者接受度遠不如預期，短短十週便慘遭腰斬，事業剛起步即陷入危機。儘管該作品的人氣其後倒吃甘蔗回升至第十名，總編輯西村繁男亦曾因此表示願將當時業已完結的十週份故事當作第一部，過一段時間再開始第二部，但堀江料想即使連載續集，讀者人氣大概也僅止於不上不下，且原哲夫本人其實是想畫中國功夫題材，故毅然婉拒其好意。
堀江觀察原哲夫的強項是武打動作場面，一開始是打算接下來讓他畫摔角漫畫，但當時市場上此類題材已不少，又思及原哲夫本人從小愛看摔角卡通虎面人（Tiger Mask）和李小龍電影，也想畫松田優作，堀江恰好在神田中文舊書店區有關中醫穴道方面的書中發現原有益於視力的某穴道若過度按壓反會導致失明之記載，覺得頗有可發揮之處，便據此想出中招後會爆炸的經絡秘孔與「你已經死了」這句招牌台詞，構思為武俠故事情節，交由原哲夫繪製成兩則單元故事「北斗之拳」與「北斗之拳II 憤怒之章」，先後刊登於同為集英社出版之「Fresh JUMP」雜誌1983年4月號和6月號上。
此兩則單元故事的時代背景為現代社會，主角「霞拳四郎（注意：此名於書中係以漢字書寫，與後來長篇連載時改用片假名書寫不同。）」以一身源自三國時代的北斗神拳絕藝對抗意圖透過暴力手段掌控世界的暗殺集團泰山寺。霞拳四郎係透過乃父間接習得北斗神拳第21代師父劉正之武功，但霞拳四郎之父自陳係獲得劉正口頭傳授，故事中從未出手，甚至遭到槍傷，是否身負武功不得而知。
關於主角霞拳四郎身負的武功名稱，一開始內部討論的結果是「北斗拳」，並亦實際出現於第一則單元故事的首頁說明及故事第32頁中，但原哲夫下筆後總是感覺不對，因此加了一個「神」字成為「北斗『神』拳」，並在第一則單元故事的第7頁明確以漢字寫出「劉家秘傳 北斗『神』拳」。
此兩則單元故事刊登後不但讀者人氣票選兩度奪冠，甚至壓倒當紅的「闘將拉麵男」，於是決定在週刊少年JUMP上開始連載。

### 連載開始
原哲夫在創作北斗之拳時受到大友克洋、法蘭克·法拉捷特（Frank Frazetta）、席德·米德（Syd Mead）、尼爾·亞當斯（Neal Adams）等人的影響，並在堀江信彥的指示下觀賞「衝鋒飛車隊2（Mad Max 2）」、「銀翼殺手（Blade Runner）」、「突變第三型（The Thing）」、及1982年的卡通「無敵浩克（The Incredible Hulk）」作為參考。因堀江信彥手上尚有其他漫畫家需負責，原哲夫的細膩寫實畫風又極端耗時以致分身乏術，勢必得延聘一名漫畫原作者構思劇本，最先是找上原哲夫在「劇畫村塾」的師兄狩撫麻礼，並被迫放棄北斗之拳改畫其他題材，所幸狩撫麻礼覺得成品不如預期退出，團隊遂重啟北斗之拳計劃並委由武論尊出任原作。
創作期間一切均由堀江信彥居間聯繫掌控，武論尊將故事原稿交給堀江審查，堀江認可後再交由原哲夫繪製，武論尊和原哲夫基本上一年只在公司尾牙之類的場合見一、兩次面。原哲夫會在武論尊預留的自由發揮空間內適時添加搞笑情節，但不會更動故事大綱。
武論尊接手後覺得堀江信彥想出的經絡秘孔和「你已經死了」這兩個點子非常有趣，本來打算連同時代背景一併沿用，讓拳四郎成為逃出少年監獄在現代社會行俠仗義的英雄。但寫了兩篇原稿後直覺此種時空背景將使故事發展受限，因此廢棄已完成的兩篇稿件，將時空背景改為衝鋒飛車隊那種無法無天的核戰後世界。而在構思經絡秘孔的名稱與效用時是參考針灸師父用的穴道書籍與漢和字典，把艱澀的字詞湊在一起像樣便是。
1983年的漫畫界以愛情喜劇題材當道，一度讓週刊少年JUMP銷量跌破300萬本。北斗之拳開始連載後一炮而紅，不但力壓來勢洶洶的週刊少年Sunday，並在1984年時銷量突破400萬本，因此這部作品可謂週刊少年JUMP的救世主。不過大受歡迎的第一話有個著名的漏洞—最後一幕拳四郎走向荒野時，原哲夫漏畫了胸前的七星傷痕。
迫於週刊少年JUMP的連載必須週週維持高人氣否則會被毫不留情地腰斬的龐大壓力，在整個連載過程中武論尊都只有構思當週情節，連預先著想下週橋段之餘裕皆無，遑論中長期故事走向。埋伏筆亦是僅憑靈感任意為之，之後再想理由圓回來，拳四郎胸口的七星傷痕、有個女朋友尤莉亞、北斗四兄弟等等設定皆是如此，尤莉亞復活是武論尊在編輯部壓力下被迫埋下的例外長期伏筆。
連載開始的第一話開局成功後，武論尊和堀江信彥就接下來的走向苦惱，重點在於如何解釋拳四郎在荒野中持續旅行的原因，幾經爭辯及重寫後才完成了誓死保護種子老人的故事，而武論尊此時想出拳四郎之所以四處漂泊的原因是為了奪回愛侶，於是才出現南斗聖拳希恩和尤莉亞這兩個角色。拳四郎胸前的七星傷痕一開始只是為了耍帥好看以及讓讀者易於辨認，根本沒考慮過是怎麼弄傷的，此時也順手推舟地將其歸因於希恩的辣手行兇。
希恩死後故事進行了一陣懲兇罰惡的橋段，然後藉由北斗三徒傑基的出場帶出北斗四兄弟的設定，成功地將故事路線轉換至北斗神拳同門互鬥，直至拳王歸天。

### 原定結局
武論尊本來以為故事到拳王歸天就完結，未料被集英社趕鴨子上架下令繼續連載，因此之後的創作過程十分痛苦，連載終於結束後甚至不願再回顧。不過2014年為接受專訪而重看時覺得其實當年寫得不錯，只是琳兒有個雙胞胎露兒是天帝這個設定自己也承認轉得太硬。但即使當年連載停在拳王歸天，武論尊覺得幾年後應該還是會找原哲夫畫續集，而內容仍會與修羅國大同小異。至於為何一定要扯到拳王出生地的理由，是因為認為故事若回到一開始的懲兇罰惡橋段是一種退步。
原哲夫則表示原本打算效法小拳王的經典結局讓拳四郎在故事末尾死去，但事與願違，感嘆在與拳王決戰時讓拳四郎的一生也一併結束或許較好。

## 人名翻譯
角色名字中文翻譯之所以會產生爭議是由於原著漫畫中皆採取片假名書寫，採取音譯或意譯便會出現各種不同結果。而之所以皆用片假名書寫的原因是堀江信彥和武論尊刻意將時空背景及地理環境模糊化，因此儘可能為角色取個沒有國籍的感覺、單純記號般的名字。
由於是作者刻意模糊化，因此除了完全無中生有者外，無論是音譯或意譯所產生的姓名差異應可謂並無對錯，例如「雷奧（音譯）」與「羅王（武論尊原意）」。
唯一的例外為拳四郎，因其姓名係唯一沿用自兩則單元故事者，而單元故事中有明確將其以漢字寫出，且原哲夫是從由柔道小說「姿三四郎」想出這個名字。此姓名之創作時間推移如下：
- 1983年「Fresh JUMP」4月號首篇短篇單元故事「北斗之拳」，主角的名字明文寫出漢字「拳四郎」。
- 1983年「Fresh JUMP」6月號第二篇短篇單元故事「北斗之拳II 憤怒之章」，主角的名字明文寫出漢字「霞拳四郎」。
- 1983年9月13日連載開始，武論尊加入創作團隊，為模糊化而全部採用片假名，「拳四郎」亦改寫為「ケンシロウ」。
- 連載期間，武論尊正因為主角名叫「四郎」，因此想到他必有三個兄長（「ケンシロウは“拳四郎”だから、上に3人の兄がいるに違いない」），於是三師兄傑基先出場，其後二師兄和大師兄也現身[22][23][8][24]。
- 2001年蒼天之拳開始連載，方出現「霞拳志郎」一名，且原哲夫明確指出在創作上「霞拳志郎」這名字是來自「Fresh JUMP」上兩篇單元故事的「霞拳四郎」[25]。亦即在創作上是先有「霞拳四郎」這個名字，才有後來的「霞拳志郎」。

至於「次郎」由於發音是「Jirou」，而非「SHirou」，兼且無法解釋武論尊因姓名想出上有三個師兄的情節，武論尊與原哲夫亦從未提過此二字，故應無可能。

## 時空背景
武論尊在執筆北斗之拳前為了參觀吳哥窟剛好從柬埔寨回來，被殺戮戰場人骨堆積如山的慘狀所震撼，心中自然湧現出強力救世主的願望，故北斗之拳中弱肉強食、民不聊生的背景即是取自當時的柬埔寨。
具體的故事發生地點由於第一話和第二話分別出現舊日幣及地名「關東」，似可推測為日本，但後來武論尊採取模糊化策略以利自由創作，故實際上以北斗之拳漫畫而言故事發生地點不明，至蒼天之拳方有具體說明。

## 出版書籍
單行本
台灣於1990年代時期各漫畫出版社統一用抽籤方式來決定出版社可出版哪些漫畫，每月日本原稿來台日北中南各出版商至北部圓環一帶，至出版商公司等待新書或續集、連載都由抽到者優先有權出版，當時天風出版社為第一家出版北斗之拳的出版商，第一刷為2萬本，中曾由長鴻出版社發行愛藏版全15卷，2004年由東立出版社代理全27卷單行本，2007年東立出版社推出外傳作品《天之霸王：北斗神拳雷奧外傳》（北斗の拳 ラオウ外伝 天の覇王）。
香港玉皇朝出版有限公司則除了早已全部出版北斗之拳正傳系列外，推出了包括《蒼天之拳》、《DD北斗之拳》、《天之霸王北斗之拳雷奧外傳》、《蒼黑之餓狼北斗之拳尼爾外傳》、《銀之聖者北斗之拳多奇外傳》、《極惡之華北斗之拳積奇外傳》、《彷徨之雲北斗之拳重佐外傳》、《北斗之拳尤莉亞外傳慈母之星》等外傳系列。
| 冊數 | 集英社         | 集英社             |
| 冊數 | 發售日期       | ISBN               |
| ---- | -------------- | ------------------ |
| 1    | 1984年3月9日   | ISBN 4-08-851661-3 |
| 2    | 1984年6月8日   | ISBN 4-08-851662-1 |
| 3    | 1984年9月10日  | ISBN 4-08-851663-X |
| 4    | 1984年12月7日  | ISBN 4-08-851664-8 |
| 5    | 1985年3月8日   | ISBN 4-08-851665-6 |
| 6    | 1985年6月10日  | ISBN 4-08-851666-4 |
| 7    | 1985年9月10日  | ISBN 4-08-851667-2 |
| 8    | 1985年11月8日  | ISBN 4-08-851668-0 |
| 9    | 1986年1月10日  | ISBN 4-08-851669-9 |
| 10   | 1986年4月10日  | ISBN 4-08-851670-2 |
| 11   | 1986年7月10日  | ISBN 4-08-851671-0 |
| 12   | 1986年9月10日  | ISBN 4-08-851672-9 |
| 13   | 1986年11月10日 | ISBN 4-08-851673-7 |
| 14   | 1987年1月9日   | ISBN 4-08-851674-5 |
| 15   | 1987年3月10日  | ISBN 4-08-851675-3 |
| 16   | 1987年5月8日   | ISBN 4-08-851676-1 |
| 17   | 1987年7月10日  | ISBN 4-08-851677-X |
| 18   | 1987年9月10日  | ISBN 4-08-851678-8 |
| 19   | 1987年11月10日 | ISBN 4-08-851679-6 |
| 20   | 1988年1月8日   | ISBN 4-08-851680-X |
| 21   | 1988年3月10日  | ISBN 4-08-851824-1 |
| 22   | 1988年5月10日  | ISBN 4-08-851825-X |
| 23   | 1988年7月8日   | ISBN 4-08-851826-8 |
| 24   | 1988年9月9日   | ISBN 4-08-851827-6 |
| 25   | 1988年11月10日 | ISBN 4-08-851828-4 |
| 26   | 1989年1月10日  | ISBN 4-08-851829-2 |
| 27   | 1989年3月10日  | ISBN 4-08-851830-6 |

愛藏版
| 冊數 | 集英社         | 集英社             | 長鴻出版社    | 長鴻出版社         |
| 冊數 | 發售日期       | ISBN               | 發售日期      | ISBN               |
| ---- | -------------- | ------------------ | ------------- | ------------------ |
| 1    | 1991年8月21日  | ISBN 4-08-782601-5 | 1992年6月1日  | ISBN 957-675-198-5 |
| 2    | 1991年9月20日  | ISBN 4-08-782602-3 | 1992年6月1日  | ISBN 957-675-198-3 |
| 3    | 1991年10月18日 | ISBN 4-08-782603-1 | 1992年6月1日  | ISBN 957-675-200-0 |
| 4    | 1991年11月20日 | ISBN 4-08-782604-X | 1992年6月     | ISBN 957-675-201-9 |
| 5    | 1991年12月13日 | ISBN 4-08-782605-8 | 1992年6月1日  | ISBN 957-675-202-7 |
| 6    | 1992年1月20日  | ISBN 4-08-782606-6 | 1992年6月     | ISBN 957-675-203-5 |
| 7    | 1992年2月20日  | ISBN 4-08-782607-4 | 1992年6月     | ISBN 957-675-204-3 |
| 8    | 1992年3月19日  | ISBN 4-08-782608-2 | 1992年6月     | ISBN 957-675-205-1 |
| 9    | 1992年4月20日  | ISBN 4-08-782609-0 | 1992年6月     | ISBN 957-675-206-X |
| 10   | 1992年5月20日  | ISBN 4-08-782610-4 | 1992年6月     | ISBN 957-675-207-8 |
| 11   | 1992年6月19日  | ISBN 4-08-782611-2 | 1992年7月     | ED0011             |
| 12   | 1992年7月20日  | ISBN 4-08-782612-0 | 1993年3月20日 | ISBN 957-675-209-4 |
| 13   | 1992年8月20日  | ISBN 4-08-782613-9 | 1993年3月     | ISBN 957-675-210-8 |
| 14   | 1992年9月18日  | ISBN 4-08-782614-7 | 1993年3月     | ISBN 957-675-211-6 |
| 15   | 1992年10月20日 | ISBN 4-08-782615-5 | 1993年3月20日 | ISBN 957-675-321-X |

文庫版
| 冊數 | 集英社         | 集英社             |
| 冊數 | 發售日期       | ISBN               |
| ---- | -------------- | ------------------ |
| 1    | 1997年5月16日  | ISBN 4-08-617283-6 |
| 2    | 1997年5月16日  | ISBN 4-08-617284-4 |
| 3    | 1997年7月18日  | ISBN 4-08-617285-2 |
| 4    | 1997年7月18日  | ISBN 4-08-617286-0 |
| 5    | 1997年9月18日  | ISBN 4-08-617287-9 |
| 6    | 1997年9月18日  | ISBN 4-08-617288-7 |
| 7    | 1997年11月18日 | ISBN 4-08-617289-5 |
| 8    | 1997年11月18日 | ISBN 4-08-617290-9 |
| 9    | 1998年1月16日  | ISBN 4-08-617291-7 |
| 10   | 1998年1月16日  | ISBN 4-08-617292-5 |
| 11   | 1998年3月18日  | ISBN 4-08-617293-3 |
| 12   | 1998年3月18日  | ISBN 4-08-617294-1 |
| 13   | 1998年5月15日  | ISBN 4-08-617295-X |
| 14   | 1998年5月15日  | ISBN 4-08-617296-8 |
| 15   | 1998年5月15日  | ISBN 4-08-617297-6 |

完全版
2006年由日本小學館發行完全版全14卷。
| 冊數 | 小學館         | 小學館             | 玉皇朝     | 玉皇朝                 |
| 冊數 | 發售日期       | ISBN               | 發售日期   | ISBN                   |
| ---- | -------------- | ------------------ | ---------- | ---------------------- |
| 1    | 2006年1月30日  | ISBN 4-09-180240-0 | 2013年7月  | ISBN 978-988-8251-15-5 |
| 2    | 2006年1月30日  | ISBN 4-09-180243-5 | 2013年7月  | ISBN 978-988-8251-16-2 |
| 3    | 2006年2月28日  | ISBN 4-09-180267-2 | 2013年9月  | ISBN 978-988-8251-28-5 |
| 4    | 2006年2月28日  | ISBN 4-09-180268-0 | 2013年10月 | ISBN 978-988-8251-51-3 |
| 5    | 2006年3月15日  | ISBN 4-09-180280-X | 2013年11月 | ISBN 978-988-8251-65-0 |
| 6    | 2006年3月15日  | ISBN 4-09-180308-3 | 2013年12月 | ISBN 978-988-8251-75-9 |
| 7    | 2006年4月27日  | ISBN 4-09-180517-5 | 2013年12月 | ISBN 978-988-8251-89-6 |
| 8    | 2006年4月27日  | ISBN 4-09-180518-3 | 2014年1月  | ISBN 978-988-8251-98-8 |
| 9    | 2006年5月30日  | ISBN 4-09-180536-1 | 2014年1月  | ISBN 978-988-8251-98-8 |
| 10   | 2006年6月30日  | ISBN 4-09-180564-7 | 2014年3月  | ISBN 978-988-8251-25-1 |
| 11   | 2006年7月28日  | ISBN 4-09-180762-3 | 2014年5月  | ISBN 978-988-13278-2-6 |
| 12   | 2006年8月30日  | ISBN 4-09-180763-1 | 2014年6月  | ISBN 978-988-8302-02-4 |
| 13   | 2006年9月29日  | ISBN 4-09-180776-3 | 2014年6月  | ISBN 978-988-8302-11-6 |
| 14   | 2006年10月30日 | ISBN 4-09-181008-X | 2014年7月  | ISBN 978-988-8302-20-8 |

究極版
2013年由日本North Stars Pictures推出究極版全18卷。第15卷至第18卷由於原哲夫個人完美主義之要求有大量內容重新繪製。第11卷收錄了原著新編Last piece，填補第一、二部間的空白，描述修無常的兒子和黑王號帶頭反抗帝都的故事。事隔多年，原哲夫的畫風有所轉變，女性線條變為妖豔尤其明顯，原哲夫表示這是他個人對女性外表的喜好。2019年由青文出版社發行《北斗の拳究極版》35週年紀念套組全套含日本獨家書盒。
2023年的新裝版係究極版之再版，2024年由尖端代理出版，同樣為全18卷。
| 冊數 | North Stars Pictures | North Stars Pictures   | 玉皇朝         | 玉皇朝                 |
| 冊數 | 發售日期             | ISBN                   | 發售日期       | ISBN                   |
| ---- | -------------------- | ---------------------- | -------------- | ---------------------- |
| 1    | 2013年9月20日        | ISBN 978-4-19-980151-8 | 2024年7月24日  | ISBN 978-988-8873-14-2 |
| 2    | 2013年9月20日        | ISBN 978-4-19-980152-5 | 2024年8月21日  | ISBN 978-988-8873-21-0 |
| 3    | 2013年10月19日       | ISBN 978-4-19-980166-2 | 2024年9月24日  | ISBN 978-988-8886-51-7 |
| 4    | 2013年10月19日       | ISBN 978-4-19-980167-9 | 2024年11月6日  | ISBN 978-988-8886-52-4 |
| 5    | 2013年11月20日       | ISBN 978-4-19-980174-7 | 2024年11月25日 | ISBN 978-988-8886-89-0 |
| 6    | 2013年11月20日       | ISBN 978-4-19-980175-4 | 2024年12月24日 | ISBN 978-988-8886-90-6 |
| 7    | 2013年12月20日       | ISBN 978-4-19-980181-5 | 2025年1月7日   | ISBN 978-988-8908-10-3 |
| 8    | 2013年12月20日       | ISBN 978-4-19-980182-2 | 2025年2月14日  | ISBN 978-988-8908-11-0 |
| 9    | 2014年1月20日        | ISBN 978-4-19-980189-1 | 2025年4月6日   | ISBN 978-988-8908-43-1 |
| 10   | 2014年1月20日        | ISBN 978-4-19-980190-7 | 2025年5月7日   | ISBN 978-988-8908-44-8 |
| 11   | 2014年4月19日        | ISBN 978-4-19-980206-5 | 2025年5月22日  | ISBN 978-988-8886-81-4 |
| 12   | 2014年4月19日        | ISBN 978-4-19-980207-2 | 2025年7月14日  | ISBN 978-988-8908-92-9 |
| 13   | 2014年5月20日        | ISBN 978-4-19-980213-3 | 2025年8月2日   | ISBN 978-988-8908-93-6 |
| 14   | 2014年5月20日        | ISBN 978-4-19-980214-0 | 2025年         | ISBN 978-988-8908-94-3 |
| 15   | 2014年6月20日        | ISBN 978-4-19-980218-8 |                |                        |
| 16   | 2014年6月20日        | ISBN 978-4-19-980219-5 |                |                        |
| 17   | 2014年7月19日        | ISBN 978-4-19-980225-6 |                |                        |
| 18   | 2014年7月19日        | ISBN 978-4-19-980226-3 |                |                        |

## 電視動畫
北斗之拳電視卡通的特色之一即各話畫風差異之大幾已至匪夷所思的境界，其原因是當時分成五個作畫班分別作業且彼此欠缺協調，因此各話的人物臉型、甚至必殺技的字體都明顯不同，臨到製作總集編的時候就只好勉強硬湊。
由於人體爆炸的場面太過血腥，東映動畫採取業界稱為「透過光」之技法以剪影方式呈現，但仍遭家長教師聯誼會票選為最不想讓小孩看的卡通第一名。儘管武論尊和堀江信彥等漫畫創作團隊初始對於電視卡通製作團隊採取不加干涉的立場，但「南斗列車砲」和「南斗人肉砲彈」等惡搞實在太過誇張，武論尊火冒三丈，堀江信彥也向電視台抗議，其後電視卡通的惡搞就不敢過於放肆。
「Fresh JUMP」雜誌1983年4月號和6月號上的兩篇短篇單元故事「北斗之拳」與「北斗之拳II 憤怒之章」經改編後分別成為電視卡通第33和21話，其中泰山寺武功「妖鋼筋鬼幻幽拳」改由南斗孤鷲拳希恩破招。

### 製作人員
- 企劃 - 岡正（第2季第13話開始）、中尾嘉伸（富士電視台）
- 原作 - 武論尊、原哲夫
- 音樂 - 青木望
- 製作擔當 - 菅原吉郎
- 聲音製作人 - 氏木毅（第2季）
- 人物設計 - 須田正己
- 美術設計 - 中村光毅→ 坂本信人（第2季）
- 系列導演 - 蘆田豐雄※
- 製作人 - 高見義雄
- 音響監督 - 福永莞爾
- 制作 - 富士電視台、東映（東映動畫）

### 主題曲
- 第1季

片頭曲
「把愛奪回來!!（愛をとりもどせ!!）」（第1話 - 第82話<第1部 - 第3部>）
作詞 - 中村公晴 / 作曲 - 山下三智夫 / 編曲 - 山下三智夫、飛沢宏元 / 歌 - Crystal King
「SILENT SURVIVOR」（第83話 - 第109話<第4部>）
作詞、作曲、編曲 - 氏木毅 / 歌 - KODOMO BAND
片尾曲
「尤莉亞…永遠地（ユリア…永遠に）」（第1話 - 第82話<第1部 - 第3部>）
作詞 - 野元英俊、田中昌之 / 作曲 - 今給黎博美 / 編曲 - 今給黎博美、飛沢宏元 / 歌 - Crystal King
「DRY YOUR TEARS」（第83話 - 第109話<第4部>）
作詞 - KATZ&JICK、田中昌之 / 作曲、編曲 - 氏木毅 / 歌 - KODOMO BAND
- 第2季

片頭曲「TOUGH BOY」
作詞、作曲 - TOM / 編曲 - 氏木毅 / 歌 - TOM★CAT
片尾曲「LOVE SONG」
作詞 - TOM / 作曲 - 高垣薫 / 編曲 - Light House Project / 歌 - TOM★CAT

#### 插入曲
第1季

作詞 - 三浦徳子 / 作曲、編曲 - 青木望 / 歌 - 神谷明

作詞 - 三浦徳子 / 作曲、編曲 - 青木望 / 歌 - 山本百合子
第2季
「WIND & RAIN」
「KILL THE FIGHT」
2曲共同作詞 - 園部和範 / 作曲、歌 - 子門真人（作曲使用大安蓮名義） / 編曲 - 水谷公生

### 話數列表
- 粗體為動畫總集篇。

第1季
| 話數             | 播放日期        | 日文標題 | 劇本                | （分鏡） 演出           | 作畫監督   | 美術              |       |
| 第1部            | 第1部           | 第1部    | 第1部               | 第1部                   | 第1部      | 第1部             | 第1部 |
| ---------------- | --------------- | -------- | ------------------- | ----------------------- | ---------- | ----------------- | ----- |
| 第1話            | 1984年 10月11日 |          | 上原正三            | 芦田豊雄                | 須田正己   | 鈴木森繁          |       |
| 第2話            | 10月18日        |          | 上原正三            | 石黒育                  | 松本清     | 明石貞一          |       |
| 第3話            | 10月25日        |          | 井上敏樹            | 佐々木正光              | 斉藤浩信   | 鈴木森繁          |       |
| 第4話            | 11月1日         |          | 戸田博史            | 梅澤淳稔                | 河合静男   | 砂川千里 松本健治 |       |
| 第5話            | 11月8日         |          | 戸田博史            | （影山楙倫） 石田昌久   | 福島喜晴   | 大宮久江          |       |
| 第6話            | 11月15日        |          | 戸田博史            | 梅澤淳稔                | 増田信博   | 松本健治 明石貞一 |       |
| 第7話            | 11月22日        |          | 戸田博史            | 梅澤淳稔                | 須田正己   | 鈴木森繁          |       |
| 第8話            | 11月29日        |          | 戸田博史            | 石黒育                  | 松本清     | 砂川千里          |       |
| 第9話            | 12月6日         |          | 上原正三            | 上村修                  | 斉藤浩信   | 大宮久江          |       |
| 第10話           | 12月13日        |          | 上原正三            | 石田昌久                | 増田信博   | 市谷正夫 鈴木森繁 |       |
| 第11話           | 12月20日        |          | 戸田博史            | （石黒育） 寒竹清隆     | 河合静男   | 砂川千里          |       |
| 第12話           | 1985年 1月10日  |          | 戸田博史            | 梅澤淳稔                | 田辺由憲   | 市谷正夫          |       |
| 第13話           | 1月17日         |          | 戸田博史            | 梅澤淳稔                | 須田正己   | 大宮久江          |       |
| 第14話           | 1月24日         |          | 井上敏樹            | 三谷章夫                | 松本清     | 市谷正夫          |       |
| 第15話           | 1月31日         |          | 花園由宇保          | 石田昌久                | 増田信博   | 砂川千里          |       |
| 第16話           | 2月7日          |          | 戸田博史            | 梅澤淳稔                | 斉藤浩信   | 市谷正夫          |       |
| 第17話           | 2月14日         |          | 戸田博史            | 梅澤淳稔                | 須田正己   | 市谷正夫          |       |
| 第18話           | 2月21日         |          | 戸田博史 花園由宇保 | （白土武） 又野弘道     | 河合静男   | 大宮久江          |       |
| 第19話           | 2月28日         |          | 戸田博史            | （石田昌久） 才谷梅太郎 | 田辺由憲   | 市谷正夫          |       |
| 第20話           | 3月7日          |          | 戸田博史 花園由宇保 | 石黒育                  | 松本清     | 砂川千里          |       |
| 第21話           | 3月14日         |          | 戸田博史            | 石田昌久                | 増田信博   | 市谷正夫          |       |
| 第22話           | 3月21日         |          | 戸田博史            | 梅澤淳稔                | 須田正己   | 大宮久江          |       |
| 第2部 風雲龍虎篇 |                 |          |                     |                         |            |                   |       |
| 第23話           | 1985年 3月28日  |          | 戸田博史            | 芦田豊雄 梅澤淳稔       | 青嶋克己   | 市谷正夫          |       |
| 第24話           | 4月4日          |          | 戸田博史            | 石田昌久                | 河合静男   | 砂川千里          |       |
| 第25話           | 4月11日         |          | 戸田博史            | （竹之内和久） 梅澤淳稔 | 青嶋克己   | 市谷正夫          |       |
| 第26話           | 4月18日         |          | 戸田博史            | 梅澤淳稔                | 須田正己   | 大宮久江          |       |
| 第27話           | 4月25日         |          | 戸田博史 花園由宇保 | 又野弘道                | 増田信博   | 市谷正夫          |       |
| 第28話           | 5月2日          |          | 戸田博史            | 影山楙倫                | 影山楙倫   | 田中資幸          |       |
| 第29話           | 5月9日          |          | 戸田博史            | 石田昌久                | 斉藤浩信   | 砂川千里          |       |
| 第30話           | 5月30日         |          | 戸田博史            | 梅澤淳稔                | 青嶋克己   | 市谷正夫          |       |
| 第31話           | 6月6日          |          | 土屋斗紀雄          | 又野弘道                | 河合静男   | 大宮久江          |       |
| 第32話           | 6月13日         |          | 土屋斗紀雄          | 梅澤淳稔                | 須田正己   | 市谷正夫          |       |
| 第33話           | 6月27日         |          | 戸田博史            | 石田昌久                | 増田信博   | 砂川千里          |       |
| 第34話           | 7月4日          |          | 戸田博史            | 影山楙倫 政木伸一       | 和田卓也   | 飯島由樹子        |       |
| 第35話           | 7月11日         |          | 大橋志吉            | 又野弘道                | 金子寛俊   | 大宮久江          |       |
| 第36話           | 7月18日         |          | 戸田博史            | 梅澤淳稔                | 青嶋克己   | 市谷正夫          |       |
| 第37話           | 7月25日         |          | 戸田博史            | 石田昌久                | 河合静男   | 砂川千里          |       |
| 第38話           | 8月1日          |          | 戸田博史            | 梅澤淳稔                | 須田正己   | 飯島由樹子        |       |
| 第39話           | 8月8日          |          | 大橋志吉            | 板野一郎                | 増田信博   | 大宮久江          |       |
| 第40話           | 8月15日         |          | 戸田博史            | 影山楙倫 政木伸一       | 影山楙倫   | 市谷正夫          |       |
| 第41話           | 8月22日         |          | 戸田博史            | 梅澤淳稔                | 斉藤浩信   | 砂川千里          |       |
| 第42話           | 9月5日          |          | 戸田博史            | 石田昌久                | 青嶋克己   | 飯島由樹子        |       |
| 第43話           | 9月12日         |          | 大橋志吉            | 又野弘道                | 河合静男   | 大宮久江          |       |
| 第44話           | 9月19日         |          | 大橋志吉            | 梅澤淳稔                | 須田正己   | 市谷正夫          |       |
| 第45話           | 9月26日         |          | 土屋斗紀雄          | 又野弘道                | 増田信博   | 砂川千里          |       |
| 第46話           | 10月10日        |          | 土屋斗紀雄          | 影山楙倫 政木伸一       | 和田卓也   | 飯島由樹子        |       |
| 第47話           | 10月17日        |          | 大橋志吉            | 石田昌久                | 金子寛俊   | 大宮久江          |       |
| 第48話           | 10月24日        |          | 戸田博史            | 梅澤淳稔                | 青嶋克己   | 市谷正夫          |       |
| 第49話           | 10月31日        |          | 戸田博史            | 板野一郎                | 板野一郎   | 砂川千里          |       |
| 第50話           | 11月7日         |          | 大橋志吉            | 又野弘道                | 河合静男   | 飯島由樹子        |       |
| 第51話           | 11月14日        |          | 大橋志吉            | 梅澤淳稔                | 須田正己   | 大宮久江          |       |
| 第52話           | 11月21日        |          | 戸田博史            | 石田昌久                | 増田信博   | 市谷正夫          |       |
| 第53話           | 11月28日        |          | 戸田博史            | 又野弘道                | 直井正博   | 砂川千里          |       |
| 第54話           | 12月5日         |          | 戸田博史            | 勝間田具治              | 斉藤浩信   | 飯島由樹子        |       |
| 第55話           | 12月12日        |          | 戸田博史            | 又野弘道                | 山口泰弘   | 古宮陽子          |       |
| 第56話           | 12月19日        |          | 戸田博史            | 勝間田具治              | 桜井美知代 | 市谷正夫          |       |
| 第57話           | 12月26日        |          | 戸田博史            | 又野弘道                | 青嶋克己   | 西倉力            |       |
| 第3部 亂世霸道篇 |                 |          |                     |                         |            |                   |       |
| 第58話           | 1986年 1月9日   |          | 戸田博史            | 石田昌久                | 増田信博   | 飯島由樹子        |       |
| 第59話           | 1月16日         |          | 戸田博史            | 越智一裕 又野弘道       | 越智一裕   | 古宮陽子          |       |
| 第60話           | 1月23日         |          | 戸田博史 出口勝     | 又野弘道                | 直井正博   | 市谷正夫          |       |
| 第61話           | 1月30日         |          | 大橋志吉            | 石田昌久                | 金子寛俊   | 西倉力            |       |
| 第62話           | 2月6日          |          | 土屋斗紀雄          | 勝間田具治              | 青井清年   | 飯島由樹子        |       |
| 第63話           | 2月13日         |          | 土屋斗紀雄          | 又野弘道                | 直井正博   | 古宮陽子          |       |
| 第64話           | 2月20日         |          | 戸田博史            | 明比正行 山寺昭夫       | 増田信博   | 市谷正夫          |       |
| 第65話           | 2月27日         |          | 大橋志吉            | 石田昌久                | 松本清     | 田中直哉          |       |
| 第66話           | 3月6日          |          | 大橋志吉            | 又野弘道                | 直井正博   | 古宮陽子          |       |
| 第67話           | 3月13日         |          | 戸田博史            | 明比正行 川端蓮司       | 斉藤浩信   | 砂川千里          |       |
| 第68話           | 3月20日         |          | 戸田博史            | 石田昌久                | 上村栄司   | 市谷正夫          |       |
| 第69話           | 3月27日         |          | 戸田博史            | 又野弘道                | 直井正博   | 古宮陽子          |       |
| 第70話           | 4月3日          |          | 戸田博史            | 明比正行 川端蓮司       | 増田信博   | 市谷正夫          |       |
| 第71話           | 4月10日         |          | 大橋志吉            | 越智一裕 又野弘道       | 越智一裕   | 砂川千里          |       |
| 第72話           | 4月17日         |          | 大橋志吉            | 石田昌久                | 直井正博   | 市谷正夫          |       |
| 第73話           | 5月8日          |          | 戸田博史            | 又野弘道                | 金子寛俊   | 古宮陽子          |       |
| 第74話           | 5月15日         |          | 大橋志吉            | 明比正行                | 上村栄司   | 市谷正夫          |       |
| 第75話           | 5月29日         |          | 戸田博史            | 石田昌久 渡辺美和子     | 青井清年   | 砂川千里          |       |
| 第76話           | 6月5日          |          | 戸田博史            | 又野弘道                | 須田正己   | 市谷正夫          |       |
| 第77話           | 6月12日         |          | 戸田博史            | 梅澤淳稔                | 増田信博   | 古宮陽子          |       |
| 第78話           | 6月26日         |          | 戸田博史            | 又野弘道                | 金子寛俊   | 砂川千里          |       |
| 第79話           | 7月10日         |          | 大橋志吉            | 又野弘道                | 金子寛俊   | 砂川千里          |       |
| 第80話           | 7月17日         |          | 大橋志吉            | 石田昌久                | 斉藤浩信   | 砂川千里          |       |
| 第81話           | 7月24日         |          | 大橋志吉            | 石田昌久                | 斉藤浩信   | 砂川千里          |       |
| 第82話           | 7月31日         |          | 大橋志吉            | 梅澤淳稔                | 高鉾誠     | 砂川千里          |       |
| 第4部 最終章     |                 |          |                     |                         |            |                   |       |
| 第83話           | 1986年 8月7日   |          | 戸田博史            | 明比正行 川端蓮司       | 斉藤浩信   | 砂川千里          |       |
| 第84話           | 8月14日         |          | 戸田博史            | 又野弘道                | 直井正博   | 市谷正夫          |       |
| 第85話           | 8月21日         |          | 戸田博史            | 梅澤淳稔                | 青井清年   | 古宮陽子          |       |
| 第86話           | 8月28日         |          | 大橋志吉            | 梅澤淳稔 又野弘道       | 須田正己   | 市谷正夫          |       |
| 第87話           | 9月4日          |          | 大橋志吉            | 川端蓮司                | 増田信博   | 砂川千里          |       |
| 第88話           | 9月11日         |          | 戸田博史            | 又野弘道                | 金子寛俊   | 市谷正夫          |       |
| 第89話           | 9月25日         |          | 戸田博史            | 石田昌久                | 直井正博   | 古宮陽子          |       |
| 第90話           | 10月16日        |          | 戸田博史            | 梅澤淳稔                | 越智一裕   | 明石貞一          |       |
| 第91話           | 10月23日        |          | 戸田博史            | 川端蓮司                | 青井清年   | 砂川千里          |       |
| 第92話           | 10月30日        |          | 戸田博史            | 又野弘道                | 斉藤浩信   | 市谷正夫          |       |
| 第93話           | 11月6日         |          | 戸田博史            | 石田昌久 渡辺美和子     | 増田信博   | 古宮陽子          |       |
| 第94話           | 11月13日        |          | 大橋志吉            | 梅澤淳稔                | 須田正己   | 市谷正夫          |       |
| 第95話           | 11月20日        |          | 大橋志吉            | 明比正行 川端蓮司       | 直井正博   | 砂川千里          |       |
| 第96話           | 11月27日        |          | 戸田博史            | 又野弘道                | 敷島博英   | 市谷正夫          |       |
| 第97話           | 12月4日         |          | 戸田博史            | 石田昌久                | 和田卓也   | 古宮陽子          |       |
| 第98話           | 12月11日        |          | 戸田博史            | 梅澤淳稔                | 青井清年   | 市谷正夫          |       |
| 第99話           | 12月18日        |          | 戸田博史            | 又野弘道                | 増田信博   | 砂川千里          |       |
| 第100話          | 12月25日        |          | 大橋志吉            | 明比正行 川端蓮司       | 直井正博   | 市谷正夫          |       |
| 第101話          | 1987年 1月8日   |          | 大橋志吉            | 梅澤淳稔                | 須田正己   | 古宮陽子          |       |
| 第102話          | 1月15日         |          | 戸田博史            | 又野弘道                | 青井清年   | 市谷正夫          |       |
| 第103話          | 1月22日         |          | 戸田博史            | 川端蓮司                | 敷島博英   | 砂川千里          |       |
| 第104話          | 1月29日         |          | 戸田博史            | 梅澤淳稔                | 山崎展義   | 市谷正夫          |       |
| 第105話          | 2月5日          |          | 大橋志吉            | 川端蓮司                | 金子寛俊   | 大宮久江          |       |
| 第106話          | 2月12日         |          | 戸田博史            | 又野弘道                | 斉藤浩信   | 古宮陽子          |       |
| 第107話          | 2月19日         |          | 戸田博史            | 石田昌久                | 増田信博   | 市谷正夫          |       |
| 第108話          | 2月26日         |          | 戸田博史            | 梅澤淳稔                | 須田正己   | 砂川千里          |       |
| 第109話          | 3月5日          |          | 大橋志吉            | 川端蓮司                | 斉藤浩信   | 市谷正夫          |       |

第2季
| #          | 話數    | 播放日期       | 日文標題 | 劇本     | （分鏡） 演出     | 作畫監督          | 美術     |        |
| 天帝篇     | 天帝篇  | 天帝篇         | 天帝篇   | 天帝篇   | 天帝篇            | 天帝篇            | 天帝篇   | 天帝篇 |
| ---------- | ------- | -------------- | -------- | -------- | ----------------- | ----------------- | -------- | ------ |
| 1          | 第110話 | 1987年 3月12日 |          | 戸田博史 | 又野弘道          | 山崎展義          | 市谷正夫 |        |
| 2          | 第111話 | 3月19日        |          | 戸田博史 | 渡部英雄          | 敷島博英          | 古宮陽子 |        |
| 3          | 第112話 | 3月26日        |          | 戸田博史 | 梅澤淳稔          | 青井清年          | 市谷正夫 |        |
| 4          | 第113話 | 4月2日         |          | 大橋志吉 | 川端蓮司          | 金子寛俊          | 砂川千里 |        |
| 5          | 第114話 | 4月9日         |          | 戸田博史 | 又野弘道          | 須田正己          | 中山恭子 |        |
| 6          | 第115話 | 4月23日        |          | 戸田博史 | 松浦錠平          | 羽山淳一          | 明石貞一 |        |
| 7          | 第116話 | 5月7日         |          | 戸田博史 | 石田昌久          | 増田信博          | 松本健治 |        |
| 8          | 第117話 | 5月14日        |          | 清水東   | 梅澤淳稔 又野弘道 | 山崎展義          | 砂川千里 |        |
| 9          | 第118話 | 5月28日        |          | 戸田博史 | 渡部英雄          | 敷島博英          | 小林勝寿 |        |
| 10         | 第119話 | 6月4日         |          | 戸田博史 | 又野弘道 福多潤   | 斉藤浩信          | 松本健治 |        |
| 11         | 第120話 | 6月11日        |          | 大橋志吉 | 明比正行 川端蓮司 | 青井清年          | 市谷正夫 |        |
| 12         | 第121話 | 6月25日        |          | 清水東   | 又野弘道          | 金子寛俊          | 松本健治 |        |
| 13         | 第122話 | 7月9日         |          | 戸田博史 | 石田昌久          | 須田正己          | 砂川千里 |        |
| 修羅之國篇 |         |                |          |          |                   |                   |          |        |
| 14         | 第123話 | 1987年 7月16日 |          | 戸田博史 | 松浦錠平          | 羽山淳一          | 市谷正夫 |        |
| 15         | 第124話 | 7月23日        |          | 戸田博史 | 西沢信孝 川端蓮司 | 山崎展義          | 松本健治 |        |
| 16         | 第125話 | 7月30日        |          | 大橋志吉 | 又野弘道          | 斉藤浩信          | 松本健治 |        |
| 17         | 第126話 | 8月13日        |          | 清水東   | 渡部英雄          | 敷島博英 山田浩之 | 金川文美 |        |
| 18         | 第127話 | 8月20日        |          | 戸田博史 | 石田昌久          | 青井清年          | 松元大   |        |
| 19         | 第128話 | 8月27日        |          | 戸田博史 | 又野弘道          | 羽山淳一          | 中山恭子 |        |
| 20         | 第129話 | 9月3日         |          | 戸田博史 | 松浦錠平          | 須田正己          | 松本健治 |        |
| 21         | 第130話 | 9月10日        |          | 戸田博史 | 有迫俊彦          | 山崎展義          | 市谷正夫 |        |
| 22         | 第131話 | 9月17日        |          | 清水東   | 石田昌久          | 金子寛俊          | 松元大   |        |
| 23         | 第132話 | 9月24日        |          | 清水東   | 渡部英雄          | 敷島博英          | 市谷正夫 |        |
| 24         | 第133話 | 10月1日        |          | 清水東   | 又野弘道          | 羽山淳一          | 松本健治 |        |
| 25         | 第134話 | 10月8日        |          | 戸田博史 | 松浦錠平          | 青井清年          | 松元大   |        |
| 26         | 第135話 | 10月15日       |          | 大橋志吉 | 有迫俊彦          | 須田正己          | 松本健治 |        |
| 27         | 第136話 | 10月22日       |          | 戸田博史 | 又野弘道          | 山崎展義          | 市谷正夫 |        |
| 28         | 第137話 | 10月29日       |          | 戸田博史 | 石田昌久          | 斉藤浩信          | 松元大   |        |
| 29         | 第138話 | 11月5日        |          | 清水東   | 渡部英雄          | 敷島博英          | 市谷正夫 |        |
| 30         | 第139話 | 11月12日       |          | 戸田博史 | 松浦錠平          | 羽山淳一          | 松本健治 |        |
| 31         | 第140話 | 11月19日       |          | 戸田博史 | 又野弘道          | 木下ゆうき        | 市谷正夫 |        |
| 32         | 第141話 | 11月26日       |          | 大橋志吉 | 有迫俊彦          | 青井清年          | 松本健治 |        |
| 33         | 第142話 | 12月3日        |          | 清水東   | 又野弘道          | 金子寛俊          | 市谷正夫 |        |
| 34         | 第143話 | 12月10日       |          | 戸田博史 | 石田昌久          | 山崎展義          | 松本健治 |        |
| 35         | 第144話 | 12月17日       |          | 戸田博史 | 松浦錠平          | 須田正己          | 市谷正夫 |        |
| 36         | 第145話 | 12月24日       |          | 戸田博史 | 又野弘道          | 羽山淳一          | 松本健治 |        |
| 37         | 第146話 | 1988年 1月7日  |          | 清水東   | 有迫俊彦          | 青井清年          | 市谷正夫 |        |
| 38         | 第147話 | 1月14日        |          | 清水東   | 大庭寿太郎        | 工藤柾輝          | 市谷正夫 |        |
| 39         | 第148話 | 1月21日        |          | 戸田博史 | 石田昌久          | 敷島博英          | 市谷正夫 |        |
| 40         | 第149話 | 1月28日        |          | 大橋志吉 | 又野弘道          | 山崎展義          | 松本健治 |        |
| 41         | 第150話 | 2月4日         |          | 戸田博史 | 有迫俊彦          | 斉藤浩信          | 市谷正夫 |        |
| 42         | 第151話 | 2月11日        |          | 清水東   | 松浦錠平          | 羽山淳一          | 渡辺佳人 |        |
| 43         | 第152話 | 2月18日        |          | 戸田博史 | 又野弘道          | 青井清年          | 市谷正夫 |        |

## 劇場版及OVA
- 北斗之拳 （劇場版、1986年）
- 新・北斗之拳（OVA、2003 - 2004年）

- 真救世主傳說 北斗之拳系列
  - 第一部 拉歐傳 殉愛之章（劇場版、2006年）
  - 第二部 尤莉亞傳（OVA、2007年）
  - 第三部 拉歐傳 激闘之章（劇場版、2007年）
  - 第四部 托席傳（OVA、2008年）
  - 第五部 ZERO 拳四郎傳（劇場版、2008年）

## 相關作品
《蒼天之拳》（蒼天の拳）全22卷
原作：原哲夫、監修：武論尊 「週刊Comic Bunch」
《小說・北斗之拳～詛咒之街》（小説・北斗の拳 呪縛の街）全1卷
作者：武論尊、原哲夫、腳本：原哲夫、JUMP j-BOOKS、1996年12月18日、集英社
《天之霸王～北斗之拳 雷奧外傳～》（天の覇王 北斗の拳ラオウ外伝）全5卷
原案：武論尊・原哲夫、作畫：長田悠幸、週刊Comic Bunch
《北斗之拳尤莉亞外傳 慈母之星》（北斗の拳ユリア外伝 慈母の星）全1卷
原案：武論尊・原哲夫、作畫：笠井晶水、Big Comic Superior
《北斗之拳尼爾外傳 華麗復仇者》（北斗の拳レイ外伝 華麗なる復讐者）為單一短篇。
原案：武論尊・原哲夫、作畫：猫井ヤスユキ、週刊Comic Bunch増刊
《蒼黑餓狼～北斗之拳雷伊外傳～》（蒼黒の餓狼 北斗の拳 レイ外伝）全6卷
原案：武論尊・原哲夫、作畫：猫井ヤスユキ、週刊Comic Bunch
《北斗之拳龍軒外傳 -審判日-》（北斗の拳リュウケン外伝 -JUDGEMENT DAY-）為單一短篇。
原案：武論尊・原哲夫、作畫：ヒロモト森一、週刊Comic Bunch増刊
《銀之聖者 北斗之拳 托席外傳》（銀の聖者 北斗の拳 トキ外伝）全6卷
原案：武論尊・原哲夫、作畫：ながてゆか、週刊Comic Bunch
《極惡之華 北斗之拳 積奇外傳》（極悪ノ華 北斗の拳ジャギ外伝）全2卷
原案：武論尊・原哲夫、作畫：ヒロモト森一、週刊Comic Bunch
《彷徨之雲 北斗之拳 重佐外傳》（彷徨の雲 北斗の拳 ジュウザ外伝）全2卷
原案：武論尊・原哲夫、作畫：加倉井ミサイル、週刊Comic Bunch，2010年連載開始。單行本上下卷。
《DD北斗之拳》（動畫）（DD北斗之拳）
原案：武論尊・原哲夫、導演：カジオ、制作：BLACK-BOX Short Anime and『R25』
- 為2008年的「作品誕生25週年紀念」動畫，設定是近現代的和平世界觀。另外「DD」為「Design Deformation」的縮寫。

《DD北斗の拳》（DD北斗の拳）全8卷
原案：武論尊・原哲夫、作畫：カジオ、月刊Comic Zenon
- 為《DD北斗之拳》的改編漫畫版。

《北斗之拳 外道傳》（北斗の拳 外道伝）為單一短篇。
原作：武論尊・原哲夫、腳本：河田雄志、協力：月刊Comic Zenon 2013年2月号
《金翼之迦樓羅〜南斗五車星前史〜》（金翼のガルダ〜南斗五車星前史〜）全1卷
原案：武論尊・原哲夫、作畫：山口陽史、月刊Comic Zenon
《北斗之拳 草莓味》（北斗の拳 イチゴ味）共7卷
作畫：行徒妹、腳本：河田雄志、原案： 武論尊・原哲夫、在2013年3月於『WEB Comic Zenon』開始連載網路漫畫。

## 遊戲
- 萬代南夢宮娛樂
  - 「北斗之拳 無情的荒野（北斗の拳 非情の荒野）」(桌遊)
  - 「北斗之拳 對決牙一族」(電腦輔助桌遊)
- Gameboy 
  - 北斗の拳 凄絶十番勝負(格鬥遊戲)
- 任天堂FC
  - Famicom Jump 英雄列傳(動作角色扮演)
  - 北斗神拳 (動作遊戲)
  - 北斗神拳2 世纪末救世主传说 (動作遊戲)
  - 北斗の拳 3 新世紀創造 凄拳列伝(角色扮演)
  - 北斗の拳 4 七星霸拳伝 北斗神拳の彼方へ(角色扮演)
- 超級任天堂
  - 北斗の拳 5 天魔流星伝 哀★絶章(角色扮演)
  - 北斗の拳 6 激闘伝承拳 覇王への道(格鬥遊戲)
  - 北斗の拳 7 聖拳列伝 伝承者への道(格鬥遊戲)
- 世嘉SEGA MARK III
  - 北斗の拳(動作遊戲)
- NEC PC 
  - 北斗の拳
- 世嘉16bit (SEGA MD)
  - 北斗の拳(動作遊戲)
- 世嘉土星(SEGA SATURN)
  - 北斗の拳(冒險遊戲)
- PS1
  - 北斗の拳 (冒險遊戲)
  - 北斗の拳 世紀末救世主伝説(動作遊戲)
- 世嘉dreamcast (SEGA DC)
  - 北斗の拳(格鬥遊戲)
- PS2
  - 北斗の拳 審判の双蒼星 拳豪列伝(格鬥遊戲)
- Play Station Portable
  - 北斗の拳 ラオウ外伝 天の覇王(格鬥遊戲)
  - 実戦パチスロ必勝法! 北斗の拳 ポータブル(柏青哥遊戲)
  - 実戦パチスロ必勝法! 北斗の拳SE ポータブル(柏青哥遊戲)
- NDS
  - 北斗の拳 〜北斗神拳伝承者の道〜
  - 実戦パチスロ必勝法！ 北斗の拳 DS(柏青哥遊戲)
  - 実戦パチスロ必勝法！ 北斗の拳SE DS(柏青哥遊戲)
- PS3/X-BOX 360 
  - 北斗無雙（動作遊戲）
  - 真．北斗無雙（動作遊戲）
- PS3/PS4/PSVita 
  - J-STARS Victory VS
- PS4
  - 人中北斗（由人中之龍製作組開發）（動作遊戲）
  - JUMP FORCE（格鬥遊戲）
- 任天堂Switch
  - 健身拳擊北斗神拳～你已經瘦了～（體感健身遊戲）

## 真人電影
- 官方授權

美國
- - 《北斗神拳》(1995)

- 非官方授權

韓國
- - 《北斗神拳》(북두의 권)(1993)

台灣
- - 《北斗之拳》(1986)
  - 《北斗新拳》(台灣片名:勇敢聖鬪士)(1987)

## 影響
- 北斗之拳所呈現的暴力美學風格、陰陽對立情節、男人間的友情、華麗的招式名稱及主角打鬥時特有的嘶吼等，都成為日後漫畫題材的主要來源。例如宮下亞喜羅的《魁！！男塾》和荒木飛呂彥的《JoJo的奇妙冒險》早期風格等都有該部作品的影子。
- 漫畫烙印勇士的作者三浦建太郎表示北斗之拳是影響自己最大的一部作品[30]，凱茲&伊西特羅&希凱兒的組合便是對應拳四郎&帕德&琳兒。
- 在游戏異塵餘生：新维加斯的DLC"Lonesome Road"中，原本的DLC中唯一的死亡爪拳套"Fist Of Rawr"在游戏开始便选择"Wild Wasteland"特征的存档中，名字会变为"Fist Of North Rawr"（北吼神拳）。
- 1986年由漫畫家安田達夫創作的漫畫「最強舉士傳說 任天堂突擊隊長龍（最強挙士伝説 ファミコマンドー竜）」是以北斗之拳為題材之惡搞漫畫，因所刊載之雜誌「任天堂漫畫（ファミコミック）」短短三期即告停刊，因此並無續集。又，題名之「舉士」應為「拳士」之誤。
- 劇中人氣角色雷奧（拳王），在2007年4月18日晚間於東京高野山東京分寺中舉行葬禮[31]。